# Mobitex
Mobitex är ett radiosystem för trådlös överföring av text och data med mobila skrivarterminaler. Systemet togs fram i början av 1980-talet av Televerket och Ericsson. Dataöverföringen skedde i frekvensområdena 80 och 400 MHz i Sverige, 160 MHz i Finland och 400, 800 och 900 MHz i övriga världen.
Mobitex användes i den första modellen av handdatorn Blackberry. Till skillnad från många andra meddelandesystem, till exempel Minicall, var Mobitex-sändningarna dubbelriktade så att sändaren kunde få en bekräftelse på att meddelandet hade mottagits. Systemet användes bland annat för kommunikation med ambulanser, trafikdirigering, sändning av patientdata, militär ledning med mera.
Systemet visade sin styrka under terrorattackerna den 11 september 2001, då många andra system blev överbelastade och oanvändbara. Operatören Cingulars mobitexnät fortsatte att fungera, förstärkt med en COW (Carrier on Wheel) med batteridrift som placerades vid katastrofplatsen. Många anställda i World Trade Center arbetade i finansmarknaden och hade tillgång till Blackberry-terminaler som kunde kommunicera via Mobitex, liksom brandmän och annan räddningspersonal.
Det svenska nätet lades ner 31 december 2012 och ersattes bland annat av RAKEL.
Sista Mobitex-paketet i Sverige skickades strax före 9-tiden på morgonen fredagen den 28 september 2018. Då stängdes nämligen radiotrafiken av och Mobitex i svenskt luftrum upphörde. Den sista bas-stationen (BRU34) var placerad i tornet vid Riskulla-siten i Mölndal. [källa behövs]